# Francesco Gnecco
Francesco Gnecco (Genova, 1769 – Milano, 1810 o 1811) è stato un compositore italiano.

## Biografia
I dati a noi giunti riguardanti la biografia e il percorso artistico di Gnecco sono piuttosto frammentari e scarni. Gnecco iniziò lo studio del violino con Giacomo Costa (noto direttore d'orchestra, maestro di cappella in S. Lorenzo, insegnante di Paganini, Serra e Sivori) e in seguito studiò composizione con G. L. Mariani (1737–1793), maestro di cappella nella cattedrale di Savona.

La produzione di musica strumentale di Gnecco consta di un discreto numero di composizioni, prevalentemente per formazioni da camera.
Se da una parte il lavoro di Gnecco, Costa, Sivori e Paganini testimoniano il prestigio della scuola violinistica genovese e l'interesse del pubblico di questa città per la musica strumentale, è bene sottolineare la vitalità dei teatri lirici locali. Con l'inaugurazione del Teatro del Falcone (1652) e poi del Teatro di S. Agostino (1702), si verificò un incremento notevole delle rappresentazioni di melodrammi, ad opera dei più illustri compositori italiani e di autori cittadini.

In un articolo degli "Avvisi di Genova" (n° 9, 12 maggio 1792) si hanno notizie del debutto di Gnecco operista al teatro S. Agostino la sera dell'8 maggio 1792, con "Madama Auretta e Masullo, ossia il contrattempo", la prima di numerosi lavori teatrali (dei quali egli era spesso anche autore del libretto), i cui allestimenti ebbero grande successo sia a Genova sia in altre città italiane.
L'affermazione internazionale dell'autore giunse con La prova di un'opera seria, scritta originariamente in un atto su libretto di Artusi nel 1803 col titolo La prima prova di un'opera seria, e suddivisa in due atti, su libretto dello stesso Gnecco, nel 1805. Se la prima versione era una parodia degli Orazi e Curiazi di Domenico Cimarosa, la seconda fa riferimento ad una fantomatica Ettore in Trabisonda, in cui si irridono gli eccessi stilistici e gli inconvenienti legati all'allestimento di un'opera lirica.
Dal punto di vista formale, la musica si pone sulla linea tradizionale dell'opera buffa di Cimarosa, Pergolesi e Paisiello, con spunti non particolarmente originali, ma efficacemente funzionali all'azione scenica.
A testimonianza del consenso ottenuto da questa partitura (di cui esistono più versioni) ci sono i numerosi manoscritti ritrovati nei più importanti teatri europei. In Inghilterra essa fu rappresentata per cinquant'anni con cast di altissimo livello: al primo allestimento londinese (al King's Theatre) parteciparono Giuditta Pasta, Curioni e Luigi Lablache. Interessante la sua ripresa nel 1983 con il soprano Leyla Gencer giunta all'ultimo impegno operistico.

## Opere teatrali
- “Auretta e Masullo, ossia il contrattempo” (1792, Genova)
- “La contadina astuta” (1792, Firenze)
- “Il nuovo galateo” (1792, Genova)
- “I filosofi burlati” (1793, Firenze)
- “L'Indolente” (1793)
- “Lo sposo di tre marito di nessuna” (1793, Teatro alla Scala di Milano)
- “Le nozze de' Sanniti” (1797, Padova)
- “Le nozze di Lauretta” (1797, Torino)
- “I due sordi” (1798, Genova)
- “La prova di un'opera seria” o “La prova dell'opera gli Orazi e Curiazi” (1803, Venezia - 1805, Milano)
- “Vomina e Mitridate” (1803, Teatro La Fenice di Venezia)
- “Carolina e Filandro ” (1804, Roma)
- “L'amore in musica” (1805, Bologna)
- “Alfonsine e Filandro (Carolina e Filandro)” (1806, Dresda)
- “Il geloso corretto” (1804, Venezia)
- “Arsace e Semira”, dramma eroico in 2 atti, libretto di Gaetano Rossi (1803, Teatro La Fenice di Venezia con Brigida Banti)
- “I riti dei Bramini” (1806, Livorno)
- “Gli ultimi due giorni di carnevale”, opera buffa in 3 atti (1806, Teatro alla Scala di Milano)
- “Il nuovo Podestà” (1807, Firenze)
- “Argete” (1808, Teatro San Carlo di Napoli con Gaetano Crivelli)
- “I falsi galantuomini” (1809, Teatro alla Scala di Milano)
- “Gli amanti filarmonici” (1810)
- “Il maestro di musica”
- “Il pignattaro”

## Musica strumentale
- Sinfonia in Re maggiore
- Sinfonia in Si bemolle maggiore
- Tre trii concertanti per clarinetto, violino e violoncello
- Sestetto in Mi bemolle maggiore per clarinetto, corno, fagotto, due violini e viola
- Quintetto in Mi bemolle maggiore per clarinetto, due violini, viola e violoncello
- Quintetto in Si bemolle maggiore per clarinetto, due violini, viola e violoncello
- Notturno in Si bemolle maggiore per clarinetto, violino, viola e violoncello
- Cinque Notturni per due violini, viola e violoncello (1794)
- Quattro Sonate per due violini, viola e violoncello obbligato
- Tre Sonate a quattro per due violini, viola e violoncello